# Fruzhin Šišman
Fruzhin Šišman (bulgaro: Фружин Шишман, anche Fružin o Frujin; Tarnovo, ... – Brașov, 1460) è stato un principe e condottiero bulgaro, figlio dell'ultimo zar di Bulgaria Ivan Šišman. Guidò una ribellione contro l'Impero ottomano nel tentativo di riconquistare il suo paese, sottomesso nel 1395.

## Biografia
Fruzhin Šišman nacque a Tarnovo, nell'Impero bulgaro, dall'ultimo zar Ivan Šišman e, presumibilmente, dalla sua seconda moglie, la principessa Dragana di Serbia. Aveva un fratello maggiore, Alessandro. 
Nel 1395, gli ottomani, guidati dal sultano Bayezid I, che pure era sposato con la sorella di Dragana, Olivera Despina, conquistarono la Bulgaria e giustiziarono il padre di Fruzhin. Mentre Alessandro preferì arrendersi e convertirsi all'Islam, venendo ricompensato con una carica da governatore, Fruzhin fuggì prima a Vidin da suo zio, Ivan Sratsimir, e poi in Ungheria, da Sigismondo I, dove, insieme al cugino Costantino II, continuò a lottare per riconquistare il suo paese. Sigismondo lo riconobbe come pretendente al titolo di Zar dei Bulgari e lo nominò membro dell'ordine del Drago. 
Intorno al 1404, i due guidarono un'insurrezione contro l'Impero ottomano, riuscendo a riconquistare parte della Bulgaria, ma fra il 1413 e il 1418 furono sconfitti da Süleyman Çelebi, uno dei figli di Bayezid I, e costretti a fuggire nuovamente in Ungheria. 
Nel 1425, Fruzhin, insieme a Dan II e Filippo Scolari, guidò un'incursione ungherese-valacca contro le città di Oryahovo, Vidin e Silistra, e per i suoi meriti Sigismondo lo nominò conte di Temes e signore di Lippa. Nel 1435 rappresentò Sigismondo durante una missione diplomatica segreta presso la repubblica di Ragusa e i leader della rivolta albanese. 
Nel 1444, si unì alla crociata di Varna, organizzata da Ladislao III di Polonia per scacciare gli ottomani dall'est Europa. La crociata si risolse in un completo fallimento e Ladislao stesso morì in battaglia. 
Dopo di allora, Fruzhin non è più menzionato fino alla sua morte, avvenuta a Brașov, in Ungheria, intorno al 1460.